# Католицьке богослов'я

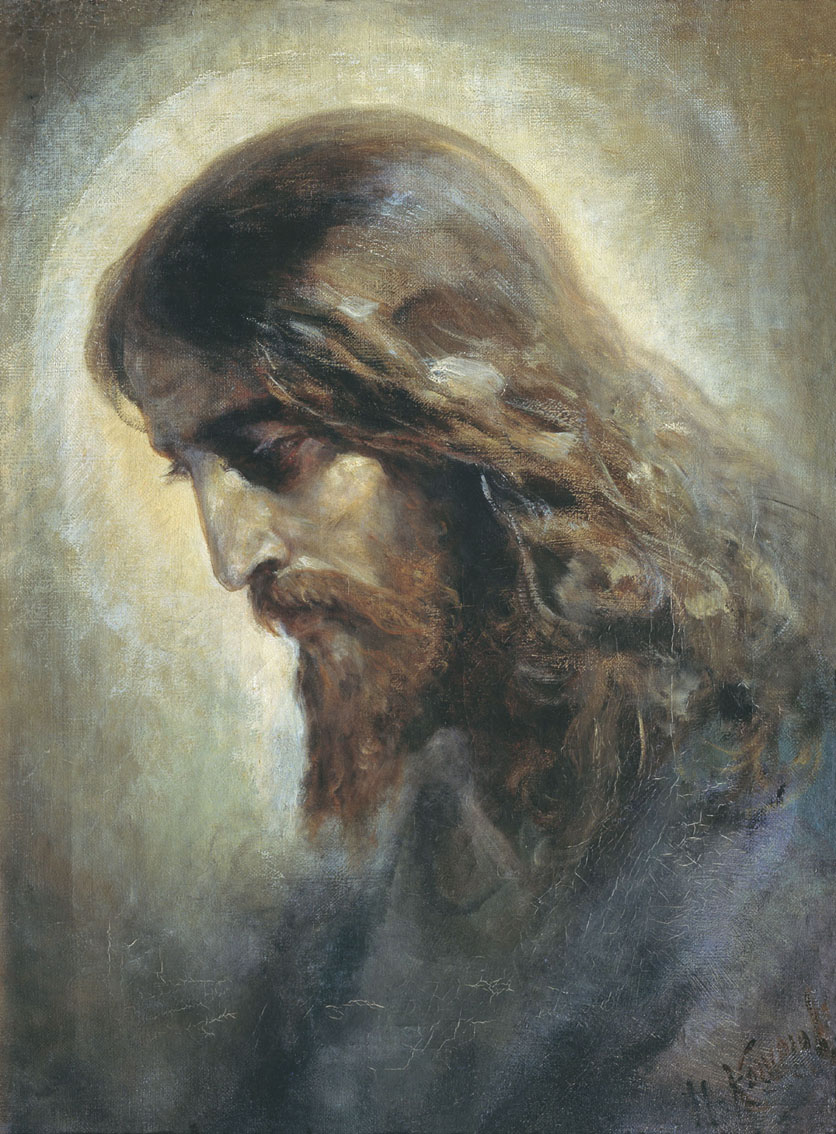
Голова Христа, Микола Кочельов (близько 1870 року)

Католи́цьке богосло́в'я (також богослі́в'я або теоло́гія) — це систематичне вивчення і розуміння вчення, доктрин, вірувань і практик Католицької Церкви, яке є результатом теологів. У широкому окресленні визначається як наука. Вона поділяється на чотири дисципліни з кількома піддисциплінами: Біблійне богослов'я (екзегеза Старого Завіту; екзегеза Нового Завіту), історичне богослов'я (церковна історія античності, Середньовіччя, Нового часу, регіональна історія), систематичне богослов'я (філософія; фундаментальне богослов'я, догматика, моральне богослов'я та соціальна етика) і практичне богослов'я (релігійна освіта, пасторальне богослов'я, літургіка, канонічне право). Всі дисципліни також є частиною повного курсу католицького богослов'я.
Святий Ансельм визначає богослов'я як Fides quaerens intellectum (віра, яка шукає розуміння). Таким чином, у католицизмі богослов раціонально досліджує християнську таємницю на основі даних християнського об'явлення.
Однією з особливостей католицького богослов'я є його високий ступінь систематизації, який став очевидним у період схоластики з універсалізацією шкіл, тобто з появою університету.
Католицьке богослов'я здійснюється з перспективи релігійної спільноти і в цьому відношенні відрізняється від релігієзнавства. Тим не менше, богослов'я всебічно виконує завдання рефлексії над вірою по відношенню до Церкви, суспільства і науки. Крім того, католицьке богослов'я розглядається як співрозмовник для культурології, історичних та археологічних досліджень, соціології релігії та психології релігії.
Католицьке богослов'я має на меті зміцнювати віру вірних через поглиблення розуміння вчення і доктрин Католицької Церкви, сприяти духовному зростанню через молитву і таїнства, забезпечувати міцний фундамент, вкорінений у Святому Письмі і Переданні, сприяти єдності і сопричастю всередині Церкви, а також вирішувати сучасні виклики, даючи відповідні відповіді.
Основні вчення католицької церкви, які обговорювались на ранніх соборах церкви, узагальнені в різних віросповіданнях, особливо в Нікейському Символі Віри та Апостольському Символі Віри. Починаючи з 16 століття, церква випускає катехизиси, які слугують стислим викладом її вчення. У 1992 році Католицька Церква представила останній авторитетний Катехизм Католицької Церкви.

## Сповідування віри

### Людська здатність для Бога
Католицька церква вчить, що "прагнення до Бога записане в людському серці, бо людину створено Богом і Богом; і Бог не перестає притягувати людину до себе". Хоча людина може відвернутися від Бога, Бог ніколи не перестає кликати її до себе. Оскільки людина створена за образом і подобою Божою, людина може з упевненістю пізнати існування Бога завдяки власному людському розуму. Але хоча "здібності людини роблять її здатною прийти до пізнання існування особистого Бога", для того, "щоб людина могла увійти в справжню близькість з Ним, Бог побажав як об'явити себе людині, так і дати їй благодать бути здатною прийняти це об'явлення у вірі".

### Бог приходить назустріч людству
Церква вчить, що Бог відкриває Себе поступово, починаючи зі Старого Завіту і закінчуючи це одкровення, відправивши свого сина Ісуса Христа на Землю як людину. Це одкровення почалося з Адама та Єви і їх не розірвав їхній первісний гріх; швидше, Бог пообіцяв послати викупителя. Далі Бог відкрився через завіти між Ноєм та Авраамом. Бог передав закон Мойсею на горі Синай і говорив через старозавітних пророків. Повнота Божого одкровення виявилася через прихід Сина Божого, Ісуса Христа.

### Символ віри
Віросповідання (від лат. Credo, що означає «я вірю») - це стислі доктринальні висловлювання, як правило, релігійних вірувань.
Апостольське віросповідання було розроблене між II та IX століттями. Це найпопулярніше віросповідання, яке використовують у поклонінні західні християни. Його центральними вченнями є Трійця і Бог-Творець. Кожне з вчень, знайдених у цьому віросповідання, можна простежити до тверджень, що існували в апостольський період. Віросповідання, очевидно, використовувалось як короткий зміст християнської доктрини для кандидатів на хрещення у церквах Риму.
Нікейський Символ віри, значною мірою відповідь на аріанство, був сформульований на Нікейському та Константинопольському соборах у 325 та 381 роках відповідно  і затверджений як універсальне віросповідання християнства Ефеським собором у 431 році. У ній викладено основні принципи католицької християнської віри. Це віросповідання читається на недільних месах і є основним твердженням про віру в багатьох інших християнських церквах.
Халкедонський Символ Віри  хоча і не був прийнятий Східними Православними Церквами  навчив Христа "бути визнаним у двох натурах, незрозуміло, незмінно, неподільно, нерозривно": одна божественна і одна людина, і що обидві натури досконалі, але, тим не менше, цілком об’єднані в одну людину.
Атанасійське віросповідання, яке має в Латинській Церкві таким же статусом, що і Нікейський та Халкідонський , говорить: "Ми поклоняємося одному Богові в Трійці, а Трійці в Єдності; не бентежачи Людей і не ділячи Субстанцію".

## Писання
Християнство розглядає Біблію, колекцію канонічних книг із двох частин (Старого Завіту та Нового Завіту), як авторитетну. Вважається, що християни написані людськими авторами під натхненням Святого Духа, і тому для багатьох воно вважається непохитним Словом Божим. Протестанти вважають, що Біблія містить всю відкриту істину, необхідну для спасіння. Ця концепція відома як Sola scriptura. Книги, які вважаються канонічними, різняться залежно від номіналу, який використовує або визначає його. Ці варіації є відображенням низки традицій та рад, які скликалися на цю тему. Біблія завжди включає книги єврейських писань "Танах", а також включає додаткові книги та реорганізує їх на дві частини: книги Старого Завіту, переважно похідні від Танаху (з деякими варіаціями), і 27 книг Нового Завіту, що містять книги, спочатку написані переважно грецькою мовою. До католицьких канонів належать інші книги грецького єврейського канону Септуагінти, які католики називають Второканонічними.  Протестанти вважають ці книги апокрифічними. Деякі версії Біблії мають окремий розділ Апокрифи для книг, які видавець не вважає канонічними.
Католицька теологія розрізняє два значення Писань: буквальне та духовне. Буквальне розуміння розуміння Писань - це значення, яке передається словами Святого Письма та виявляється екзегезою, дотримуючись правил звукової інтерпретації.Духовний сенс має три підрозділи: алегоричний, моральний та анагогічний (мається на увазі містичний чи духовний) сенс.
- Алегоричний сенс включає типологію. Прикладом може бути розставання Червоного моря, яке розуміється як "тип" (знак) хрещення.[18]
- Моральний сенс розуміє, що Писання містить певне етичне вчення.
- Анагогічна інтерпретація включає есхатологію і стосується вічності та сповнення світу.
- вказівка, що всі інші почуття священних писань ґрунтуються на буквальному ;
- історичний характер чотирьох Євангелій і те, що вони віддано передають те, що навчав Ісус про спасіння;
- що Писання слід читати в межах «живої Традиції всієї Церкви»;
- завдання автентичного тлумачення доручено єпископам у спілкуванні з Папою Римським.

## Святкування християнської таємниці

### Таїнства
Існує сім таїнств Церкви, джерелом та вершиною яких є євхаристія. Згідно з Катехизисом, таїнства встановив Христос і доручив Церкві.  Вони є засобами, через які Божа благодать вливається в людину, яка їх приймає з належним розпорядженням. Для того, щоб отримати належний характер, людям рекомендується, а в деяких випадках і потрібно, пройти достатню підготовку перед тим, як їм дозволено приймати певні таїнства. А приймаючи таїнства, Катехизис радить: "Приписувати ефективність молитов чи таїнств знаків лише їх зовнішньому виконанню, крім внутрішнього розпорядку, якого вони вимагають, означає впасти в забобони". Участь у таїнствах, пропонованих їм через Церкву, - це спосіб католиків отримувати благодать, прощення гріхів і формально просити Святого Духа. Це таїнства: Хрещення, конфірмація, євхаристія, покута та примирення, помазання хворих, священні чини і подружжя. У східних католицьких церквах їх часто називають святими таїнствами.

### Літургія

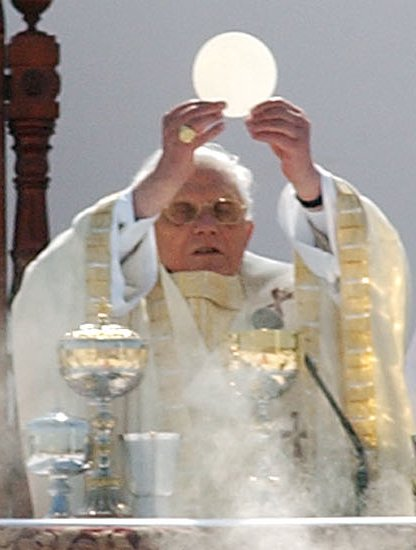
Папа Бенедикт XVI святкує Євхаристію під час канонізації Фрея Гальвао в Сан-Паулу, Бразилія, 11 травня 2007 р.

Неділя - святий день обов'язків, і католики повинні відвідувати месу. У 1570 році на Тридентському соборі Папа Пій V кодифікував стандартну книгу для відправлення меси за римським обрядом.  Текст Меси був на латині, оскільки це була універсальна мова Церкви. Ця літургія називалась триденською месою і тривала повсюдно, доки Другий Ватиканський Собор не затвердив Месу Павла VI, також відомий як Новий порядок Меси, яке може відзначатися як простою мовою, так і латиною.
Католицька Меса розділена на дві частини. Перша частина називається Літургія слова; читання зі Старого та Нового Завіту читаються перед читанням Євангелія та проповіддю священика. Друга частина називається Літургія Євхаристії, у якій здійснюється власне таїнство Євхаристії.  Католики розглядають Євхаристію як "джерело і вершину християнського життя"  і вважають, що хліб і вино, принесені до вівтаря, змінюються або перетворюються через силу Святого Духа в істинне тіло, кров, душа і божество Христа.

#### Східно-католицька
У східних католицьких церквах замість меси використовується термін Божественна літургія, а замість римського обряду - різні східні обряди. Східно-католицька та православна літургії, як правило, досить схожі.
У першій частині Літургії читаються Писання, а часом і проповідь. Друга частина походить від Тайної вечері, яку святкували перші християни. Віриться в тому, що, приймаючи причастя хлібом і вином, Тілом і Кров’ю Христа, вони разом стають тілом Христа на землі, церквою.

#### Літургійний календар
У Латинській Церкві щорічний календар починається з Адвенту, часу сповненої надії підготовки як до святкування народження Ісуса, так і до його Другого пришестя в кінці часів.
Великодній Тридуум розділяє Великоднє бдіння ранньої церкви на три дні святкування, вечері Ісуса Господнього, Страсної п’ятниці та воскресіння Ісуса. Сезон Великдень слід триденство і кульмінаційні по П'ятидесятниці, згадуючи зішестя Святого Духа на учнів Ісуса в світлиці.

## Свята Трійця

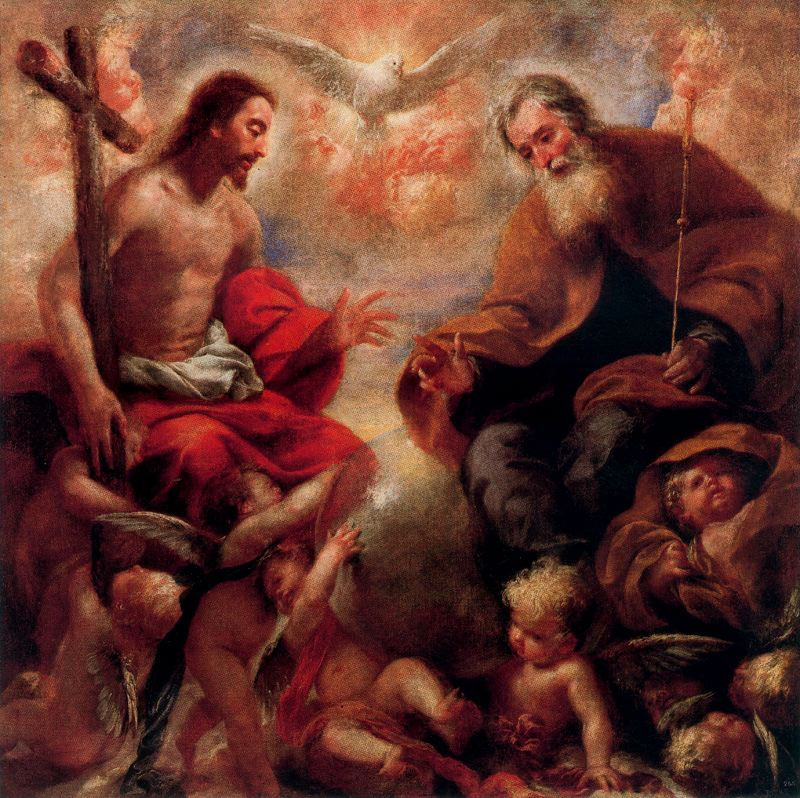
Свята Трійця Франческо Каїра (1607–1665)

Трійця відноситься до віри в одного Бога, у трьох різних осіб чи іпостасях. Трійця - від латинського слова (Tris Unitas).Їх називають " Отцем" (творцем і джерелом усього життя), "Сином" (словом або виразом Батька, який також втілився в Ісусі Христі ) і "Святим Духом" (зв'язок) любові між Батьком і Сином, присутній у серцях людства). Разом ці три особи утворюють єдине Божество. Слово тріада, з якого походить трійця, вперше зустрічається в працях Теофіла Антіохійського. Він писав про "Трійцю Бога (Батька), Його Слова (Сина) і Його Мудрости (Святого Духа)". Цей термін, можливо, використовувався до цього часу. Згодом він з’являється у Тертуліана. У наступному столітті це слово було загальновживаним. Він зустрічається в багатьох місцях Орігена.

### Бог Батько

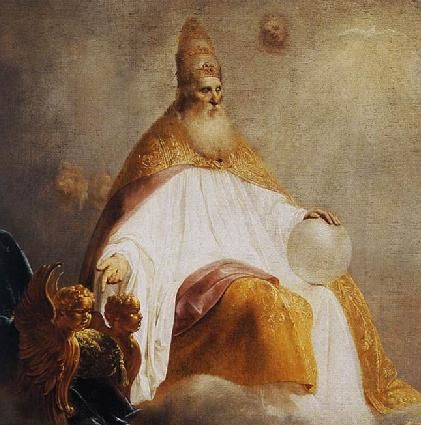
Зображення Бога-Отця, що пропонує Христу правий трон, Пітер де Греббер, 1654 рік. Утрехт, музей Catharijneconvent. Куля, або земна куля, майже виключно асоціюється з Отцем у зображеннях Трійці

Центральне твердження католицької віри, Нікейський Символ Віри, починається: "Я вірю в єдиного Бога, Отця Всемогутнього, Творця неба і землі, усього видимого і невидимого". Отже, католики вважають, що Бог не є частиною природи, а що Бог створив природу та все, що існує.

### Бог Син

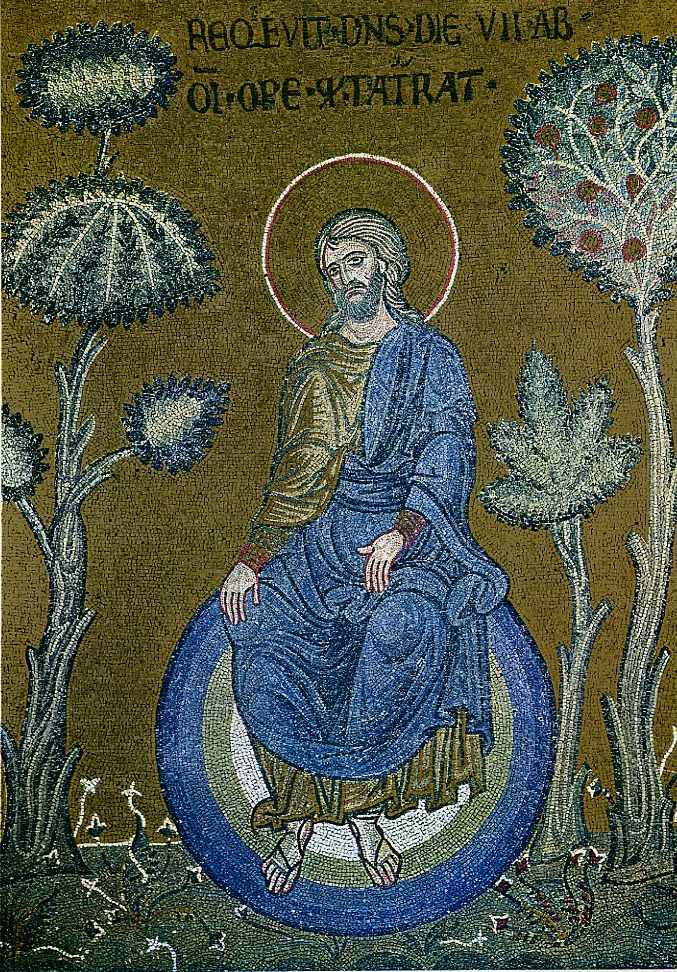
Христос зображений як творець світу, візантійська мозаїка в Монреалі, Сицилія.

Католики вірять, що Ісус є втіленим Богом, "справжнім Богом і справжньою людиною" (або як цілком божественним, так і цілком людиною). Ісус, ставши цілком людиною, переніс наш біль, нарешті піддався своїм пораненням і здав дух, сказав: "Все готово". спокуси, але не згрішив. Як істинний Бог, він переміг смерть і піднявся знову до життя. Відповідно до Нового Завіту, "Бог воскресив Його з мертвих"  Він вознісся на небо, "сидить праворуч Отця"  і повернеться знову, щоб виконати решту месіанських пророцтво, включаючи воскресіння мертвих, Страшний суд і остаточне встановлення Царства Божого.
Згідно з євангеліями від Матвія та Луки, Ісус був зачатий Духом Святим і народився від Діви Марії. Біблійні розповіді про служіння Ісуса включають: його хрещення, зцілення, вчення та «ходіння робити добро».

### Бог Святий Дух

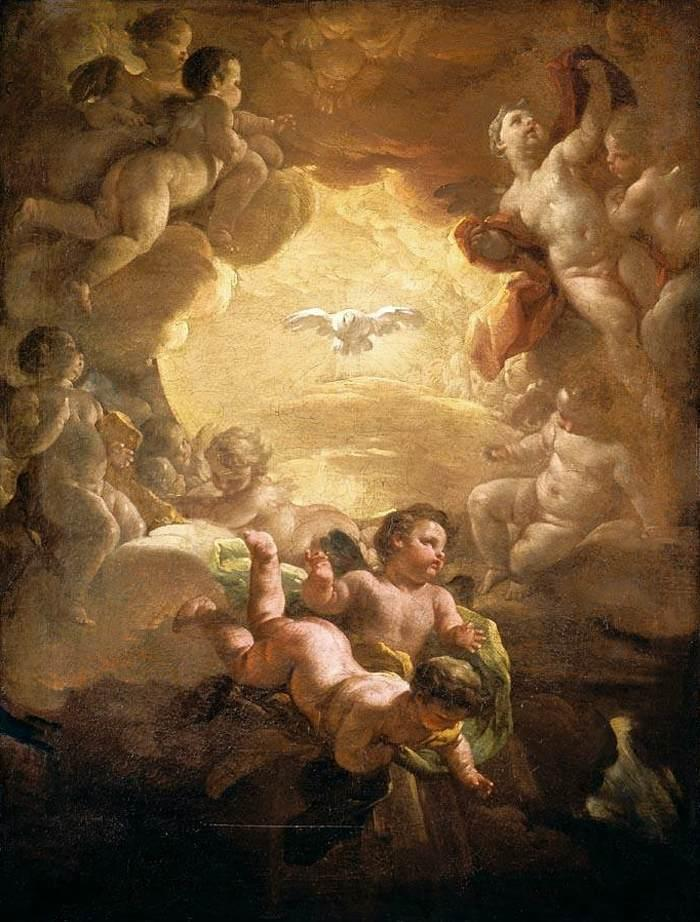
Святий Дух, зображений Коррадо Джакінто (1703–1766)

Ісус сказав своїм апостолам, що після його смерті та воскресіння він пошле їм "Адвоката" ( грец. Παράκλητος  ; лат. Paracletus   ), " Святий Дух ", який "навчить вас усьому і нагадає вам усе, що я вам сказав". В Євангелії від Луки Ісус каже своїм учням: "Якщо ви, злі, знаєте, як дарувати добрі дари своїм дітям, наскільки більше Небесний Батько дасть Святого Духа тим, хто просить у нього!"  У Нікейському Символі віри говориться, що Святий Дух є єдиним із Богом Отцем і Богом Сином (Ісусом); таким чином, для католиків отримання Святого Духа - це прийняття Бога, джерела всього доброго. Католики офіційно просять і приймають Святого Духа через таїнство конфірмації (Різдва). Іноді його називають таїнством християнської зрілості, і, як вважають, конфірмація приносить збільшення та поглиблення благодаті, отриманої під час Хрещення  до якої вона була приєднана в ранній церкві. Духовні ласки або дари Святого Духа можуть включати мудрість бачити і слідувати Божому задуму, правильне судження, любов до інших, сміливість свідчити про віру і радіти в присутності Бога.  Відповідними плодами Святого Духа є любов, радість, мир, терпіння, доброта, добро, вірність, лагідність і самоконтроль.

## Сотеріологія

### Гріх і спасіння
Сотеріологія - це розділ доктринальної теології, який займається спасінням через Христа. Вічне життя, божественне життя не можна заслуговувати, але це безкоштовний дар Божий. Розп'яття Ісуса пояснюється спокутною жертвою, яка, за словами Євангелія від Івана, "забирає гріхи світу". Одержання спасіння пов'язане з виправданням.

#### Падіння
Згідно з церковним вченням, під час події, відомої як "падіння ангелів", ряд ангелів вирішили повстати проти Бога та його правління. Лідеру цього повстання було дано багато імен, включаючи "Люцифера", тобто "Сатану". Гріх гордости, який вважається одним із семи смертельних гріхів, приписується Сатані за бажання бути рівним Богу. Згідно з Буттям, падший ангел спокусив перших людей, Адама та Єву, які потім згрішили, приносячи у світ страждання та смерть.

#### Гріх
Католики розрізняють два типи гріха.  Смертний гріх - це "серйозне порушення Божого закону", яке "відвертає людину від Бога"  і якщо воно не буде викуплено покаянням, це може спричинити виключення з Христового царства та вічну смерть пекла.
На відміну від цього, гріх, що прощає, "не ставить нас у пряму протилежність волі і дружбі Бога"  і, хоча все ще "становить моральний розлад",  не позбавляє грішника дружби з Богом, а отже, і вічного щастя неба.

#### Ісус Христос як спаситель

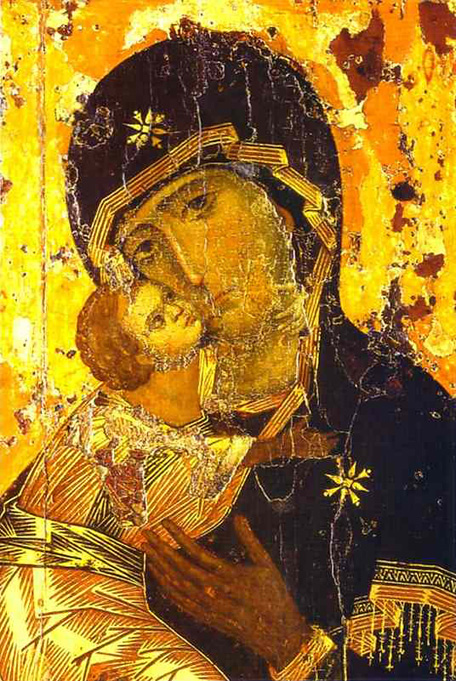
Зображення Ісуса та Марії, Володимирської Богородиці (12 століття)

У Старому Завіті Бог пообіцяв послати своєму народові рятівника. Церква вважає, що цим спасителем був Ісус, якого Іван Хреститель назвав "ягням Божим, що бере на себе гріх світу". У Нікейському Символі Віри Ісус згадується як "єдинородний Божий син,... народжений, не створений, суміжний з Отцем. Через нього все було зроблено". У надприродній події, яка називається Втіленням, католики вірять, що Бог зійшов з неба заради нашого спасіння, став людиною завдяки силі Святого Духа і народився від незайманої єврейської дівчинки на ім’я Марія. Вони вірять, що місія Ісуса на землі включала надання людям свого слова та прикладу для наслідування, як це записано в чотирьох Євангеліях. Церква вчить, що наслідування прикладу Ісуса допомагає віруючим зростати більш схожими на нього, а отже - до справжньої любові, свободи та повноти життя.
Основною темою життя християнина є тверда віра в Ісуса як Сина Божого і "Месію" або "Христа". Назва "Месія" походить від єврейського слова מָשִׁיחַ ( māšiáħ ), що означає помазаник. Грецький переклад Χριστός ( Christos ) - джерело англійського слова "Христос ".
Християни вірять, що як Месія Ісус був помазаний Богом як правитель і рятівник людства, і вважають, що пришестя Ісуса було виконанням месіанських пророцтв Старого Завіту. Основна християнська віра полягає в тому, що завдяки смерті та воскресінню Ісуса грішні люди (усі вони є людьми (Римлянам 3:23)) можуть примиритися з Богом і тим самим їм запропонувати спасіння та обіцянку вічного життя на небі.
Католики вірять у воскресіння Ісуса. Згідно з Новим Завітом, Ісус, центральна фігура християнства, був розп’ятий, помер, похований у могилі та воскрес через три дні. У Новому Завіті згадується кілька явищ Ісуса у воскресіння з різних приводів перед його дванадцятьма апостолами та учнями, включаючи "більше п’ятисот братів одночасно"  перед Вознесінням Ісуса. Смерть та воскресіння Ісуса є основними вченнями християнської віри, і християни згадують їх під час Страсної п’ятниці та Великодня, а також кожної неділі та кожного святкування Євхаристії, пасхального свята.
Як писав апостол Павло, ранньохристиянин, який навернувся, "якщо Христос не воскрес, то вся наша проповідь марна, а ваша довіра до Бога марна". Смерть та воскресіння Ісуса є найважливішими подіями в християнській теології, оскільки вони складають точку в Писаннях, де Ісус дає остаточну демонстрацію того, що він має владу над життям і смертю і, отже, здатність дати людям вічне життя.
Як правило, християнські церкви приймають і навчають новозавітну розповідь про воскресіння Ісуса.  Деякі сучасні вчені використовують віру послідовників Ісуса у воскресіння як відправну точку для встановлення наступності історичного Ісуса та проголошення ранньої церкви. Деякі ліберальні християни не приймають буквального тілесного воскресіння але дотримуються переконливого внутрішнього досвіду Ісусового Духу серед членів ранньої церкви.
Церква вчить, що, як це означає страсть Ісуса та Його розп’яття, усі люди мають можливість прощення і звільнення від гріха, і тому можуть примиритися з Богом.

### Покуття та навернення

#### Благодать і вільна воля
Діяння та ефекти благодаті по-різному розуміються в різних традиціях. Католицизм та східне православ'я вчать про необхідність вільної волі співпрацювати з благодаттю. Це не означає, що ми можемо прийти до Бога самостійно, а потім співпрацювати з благодаттю, як постулює Семіпелягіанізм, рання церковна єресь. Людська природа не є злою, оскільки Бог не створює нічого поганого, але ми продовжуємо чи схильні до гріха ( зачарування ). Нам потрібна благодать від Бога, щоб мати можливість «каятися і вірити в євангелію». Навпаки, реформоване богослов'я вчить, що люди абсолютно не здатні до самовикуплення до такої міри, що сама природа людини є злом, але благодать Божа долає навіть не бажаюче серце. Армініанізм застосовує синергетичний підхід, тоді як лютеранська доктрина викладає виправдання лише благодаттю лише завдяки вірі, хоча з деякими лютеранськими теологами було досягнуто "загального розуміння вчення про виправдання".

#### Прощення гріхів
Згідно з католицизмом, прощення гріхів і очищення може відбуватися протягом життя - наприклад, в таїнствах Хрещення  та Примирення.  Якщо очищення не вдається досягти в житті, то смертні гріхи все одно можуть бути очищені після смерті.
Таїнство помазання хворих здійснює лише священик, оскільки воно включає елементи прощення гріха. Священик намащує олією голову та руки хворої людини, вимовляючи молитви Церкви.

#### Хрещення та друге навернення

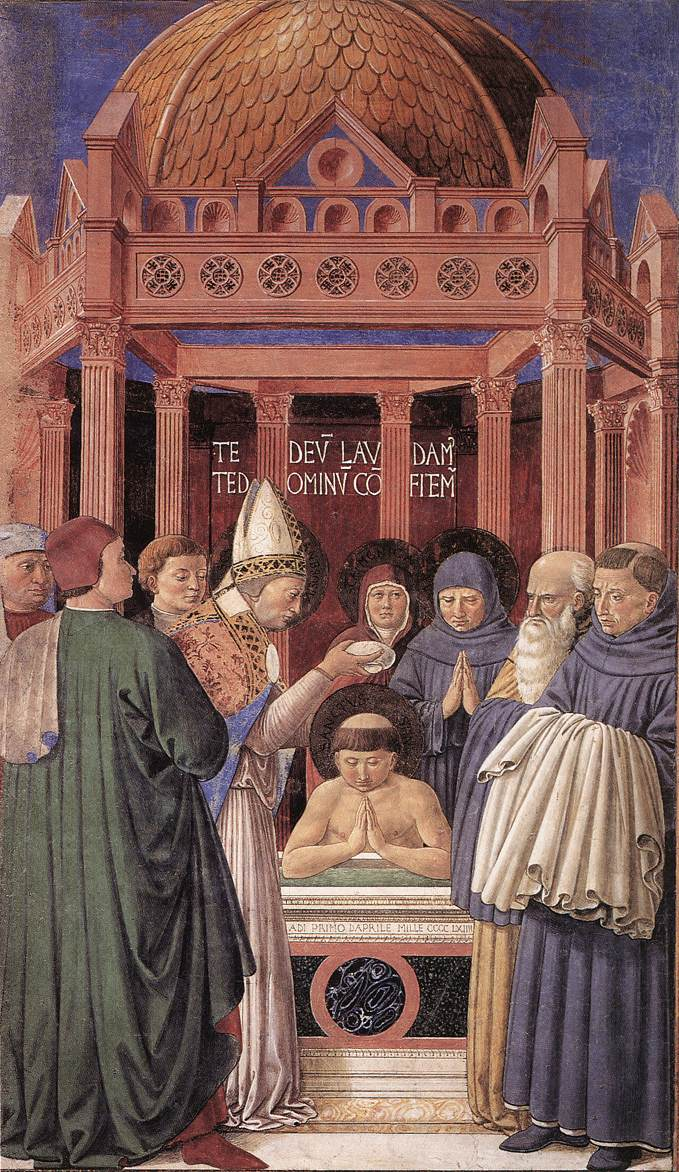
Хрещення св. Августина Бенцоцо Гоццолі

Люди можуть очиститися від усіх особистих гріхів через Хрещення. Цей сакраментальний акт очищення визнає його повноправним членом церкви і проводиться лише один раз за життя людини.
Католицька церква вважає хрещення настільки важливим, що "батьки зобов'язані стежити за тим, щоб їхні немовляти хрестилися протягом перших кількох тижнів", і "якщо немовля загрожує смертю, воно повинно бути хрещене без будь-яких затримок". У ній проголошується: "Хрещення немовлят - це споконвічна традиція Церкви. Існує явне свідчення про цю практику, починаючи з II століття, і цілком можливо, що від початку апостольської проповіді, коли цілі «домогосподарства» приймали хрещення, немовлята також могли охрещуватися »
Девід Макдональд, католицький апологет, писав стосовно пункту 1428, що "ця спроба навернення - це не просто людська робота. Це рух «розкаяного серця», намальованого і спонуканого благодаттю, щоб відповісти на милосердну любов Бога, котрий полюбив нас першими » 

#### Покуття та примирення
Оскільки Хрещення можна прийняти лише один раз, таїнство покаяння або примирення є основним засобом, за допомогою якого католики отримують прощення за наступний гріх і отримують Божу благодать і допомогу не грішити знову. Це базується на словах Ісуса до своїх учнів у Євангелії від Івана 20: 21–23. Той, хто кається, визнає свої гріхи священикові, який потім може порадити чи накласти певну покуту. Покаянний потім молиться про акт розкаяння, і священик проводить відпущення, формально прощаючи гріхи людини. Священикові заборонено під страхом відлучення розкривати будь-яку справу, почуту під печаткою конфесійної. Покуття допомагає підготувати католиків до того, як вони зможуть дійсним чином прийняти Святого Духа в таїнствах конфірмації (Хризма) та Євхаристії.

### Потойбічне життя

#### Есхатон
Нікейський Символ віри закінчується: "Ми чекаємо воскресіння мертвих і життя майбутнього світу". Відповідно, Церква вчить, що кожна людина з’явиться перед судом Христа одразу після смерті і отримає певний суд на основі справ свого земного життя. Розділ 25: 35–46 Євангелія від Матвія лежить в основі католицької віри, що також настане день, коли Ісус буде сидіти на загальному суді всього людства. Остаточне рішення покладе кінець історії людства. Це також ознаменує початок нового неба і землі, в яких мешкає праведність і Бог царюватиме вічно.
У католицькій вірі є три стани потойбічного життя. Небо - це час славного єднання з Богом і життя невимовної радості, яке триває вічно. Чистилище - це тимчасовий стан очищення для тих, хто хоч і врятований, але недостатньо вільний від гріха, щоб потрапити прямо на небо. Це стан, що вимагає очищення гріха через Боже милосердя, яке допомагає молитвами інших людей. Нарешті, ті, хто вільно вибрав життя гріха та егоїзму, не шкодували своїх гріхів і не мали наміру змінювати свої шляхи, йдучи до пекла, вічного відділення від Бога. Церква вчить, що ніхто не засуджений до пекла, не вирішивши вільно відкинути Божу любов. Бог нікого не призначив до пекла, і ніхто не може визначити, чи когось іншого засудили. Католицизм вчить, що Боже милосердя є таким, що людина може покаятися навіть у момент смерті і врятуватись, як добрий злодій, якого розп'яли поруч з Ісусом.
Після другого пришестя Христа наприкінці часів усі померлі будуть воскреснути тілесно з мертвих на Страшний суд, після чого Ісус повністю встановить Царство Боже на виконання пророцтв з Писань.

#### Молитва за померлих та відпущення

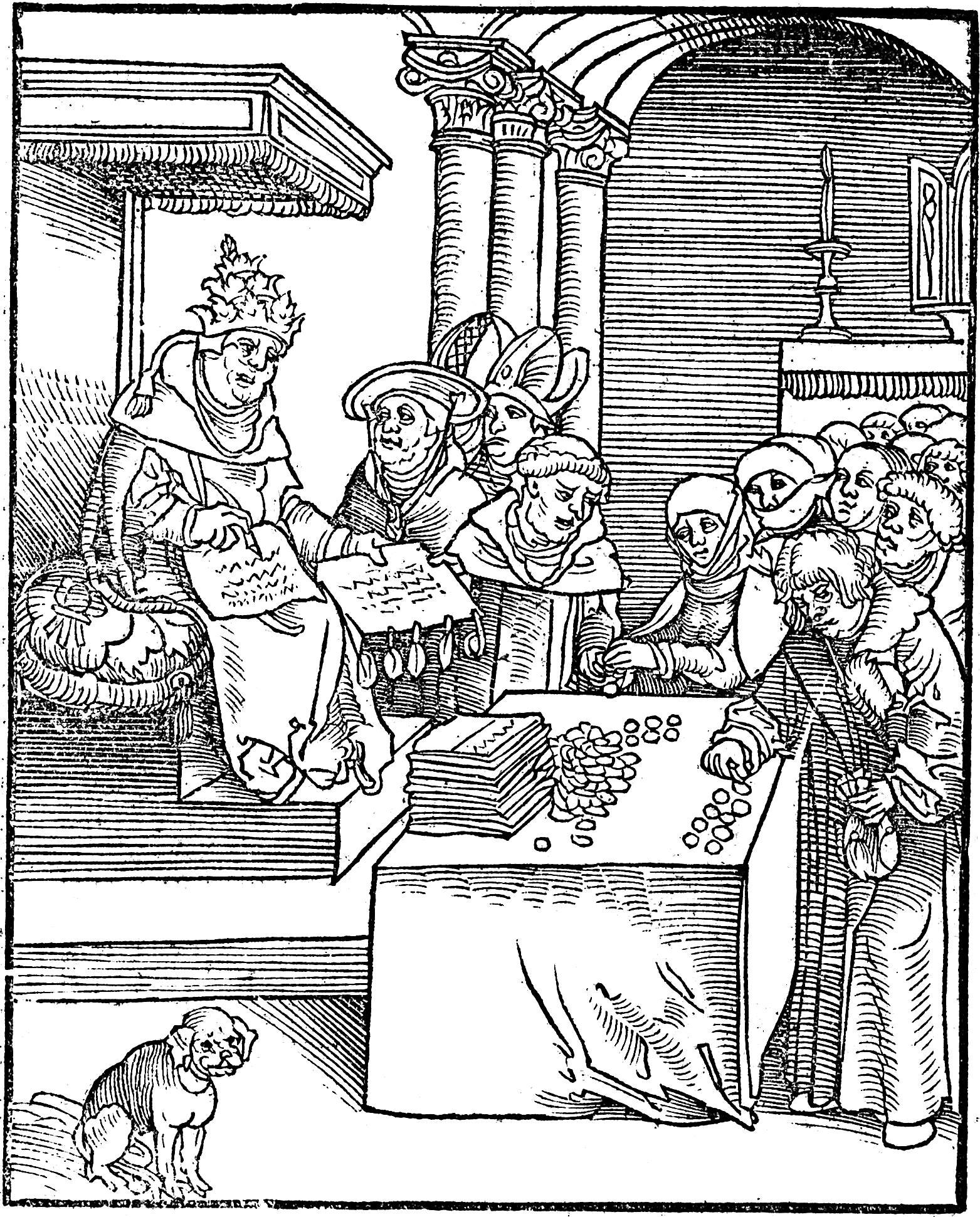
Папа Римський, зображений як Антихрист, підписує та продає індульгенції, з Масіона Лютера 1521 року Passional Christi und Antichristi, Лукас Кранах Старший

Католицька церква вчить, що на долю тих, хто перебуває у чистилищі, можуть впливати дії живих.
У цьому ж контексті згадується практика індульгенцій. Індульгенція - це відпущення перед Богом тимчасового покарання за гріхи, вину яких вже прощено.  Індульгенції можна отримати як для себе, так і від імені померлих християн.
Під час перегляду папою Павлом VI правил, що стосуються індульгенцій, ці вирази були відмінені і замінені виразом "часткова індульгенція", вказуючи на те, що особа, яка отримала таку індульгенцію за благочестивий вчинок, отримує", на додаток до відпущення тимчасового покарання, набутого самою акцією, рівне відпущення покарання завдяки втручанню Церкви".
Історично практика надання індульгенцій та широко розповсюджені  зловживання, що призвело до того, що вони розглядаються як все більш пов'язані з грошима, з критикою, спрямованою проти "продажу" індульгенцій, були джерелом суперечок, які були безпосередніми негайними з нагоди протестантської Реформації в Німеччині та Швейцарії.

### Спасіння поза Церквою
Католицька церква вчить, що це єдина, свята, католицька та апостольська Церква, заснована Ісусом. Щодо не католиків, Катехизис Католицької Церкви, спираючись на документ Lumen gentium з Ватикану II, пояснює твердження "Поза Церквою спасіння немає":
Сформульоване позитивно, це твердження означає, що все спасіння походить від Христа Голови через Церкву, яка є Його Тілом.

 Спираючись на Писання і Традицію, Собор вчить, що Церква, яка зараз є паломником, необхідна для спасіння: єдиний Христос є посередником і шляхом спасіння; він присутній нам у своєму тілі, яким є Церква. Сам він прямо заявляв про необхідність віри та Хрещення і тим самим підтверджував необхідність Церкви, до якої люди входять через Хрещення, як через двері. Отже, їх не вдалося врятувати, хто, знаючи, що Католицька Церква заснована Богом як необхідне через Христа, відмовиться або ввійти в неї, або залишитися в ній.
Це твердження не спрямоване на тих, хто не з власної вини не знає Христа та Його Церкви... але хто, тим не менш, шукає Бога з щирим серцем і, зворушений благодаттю, намагається своїми діями виконувати Його волю оскільки вони знають це за наказом своєї совісті - вони теж можуть досягти вічного спасіння.

 Хоча відомими способами Бог може привести тих, хто не з власної вини не знає Євангелія, до тієї віри, без якої неможливо йому догодити, Церква все ще має обов'язок, а також святе право євангелізувати всі чоловіки. 

## Екклезіологія

### Церква як містичне тіло Христа
Католики вважають, що католицька церква є постійною присутністю Ісуса на землі. Ісус сказав своїм учням: "Перебувайте в мені, і я в вас.... Я - виноградна лоза, ви - гілки ". Отже, для католиків термін "Церква" відноситься не просто до будівлі або виключно до церковної ієрархії, а перш за все до народу Божого, який проживає в Ісусі та утворює різні частини його духовного тіла, який разом складає світову християнську спільноту.
Католики вважають, що Церква існує одночасно на землі (войовнича церква), в Чистилищі (церковні страждання) та на небі (церква торжествує); таким чином Марія, мати Ісуса, та інші святі живі і є частиною живої Церкви. Ця єдність Церкви на небі та на землі називається " спілкуванням святих ".

### Один, святий, католицький і апостольський
Розділ 8 Догматичної конституції Другого Ватиканського Собору про Церкву, Lumen gentium , говорить: "ця Церква, створена і організована у світі як суспільство, існує в Католицькій Церкві, якою керує наступник Петра та єпископи у спілкуванні з ним, хоча багато елементів освячення та істини знаходяться поза його видимою структурою. Ці елементи, як подарунки, що належать Церкві Христовій, є силами, що рухають до католицької єдності ".

### Віра церкви
Віра Церкви (лат. Fides ecclesiae) - основна концепція католицького богослов'я, яка передбачає, що не вірна особа, а католицька церква в цілому вважається головним носієм християнської віри. Це стосується акту вірування (fides qua creditur), а також питань доктрини (fides quae creditur).
Згідно з католицьким вченням, Церква отримала повну віру Ісусом Христом через апостолів (depositum fidei). Очолювана Святим Духом, як обіцяв Христос (Іван 16: 12-14), Церква поступово протягом часу "розпаковує" та демонструє зародок віросповідання, таким чином зберігаючи його актуальним і живим. Нехай відбуватимуться скорочення або дисбаланси в окремих віках або регіонах, проте Церкві в цілому довіряють підтримувати правду і розвиватися до її повного розуміння.

## Відданість Діві Марії та святим

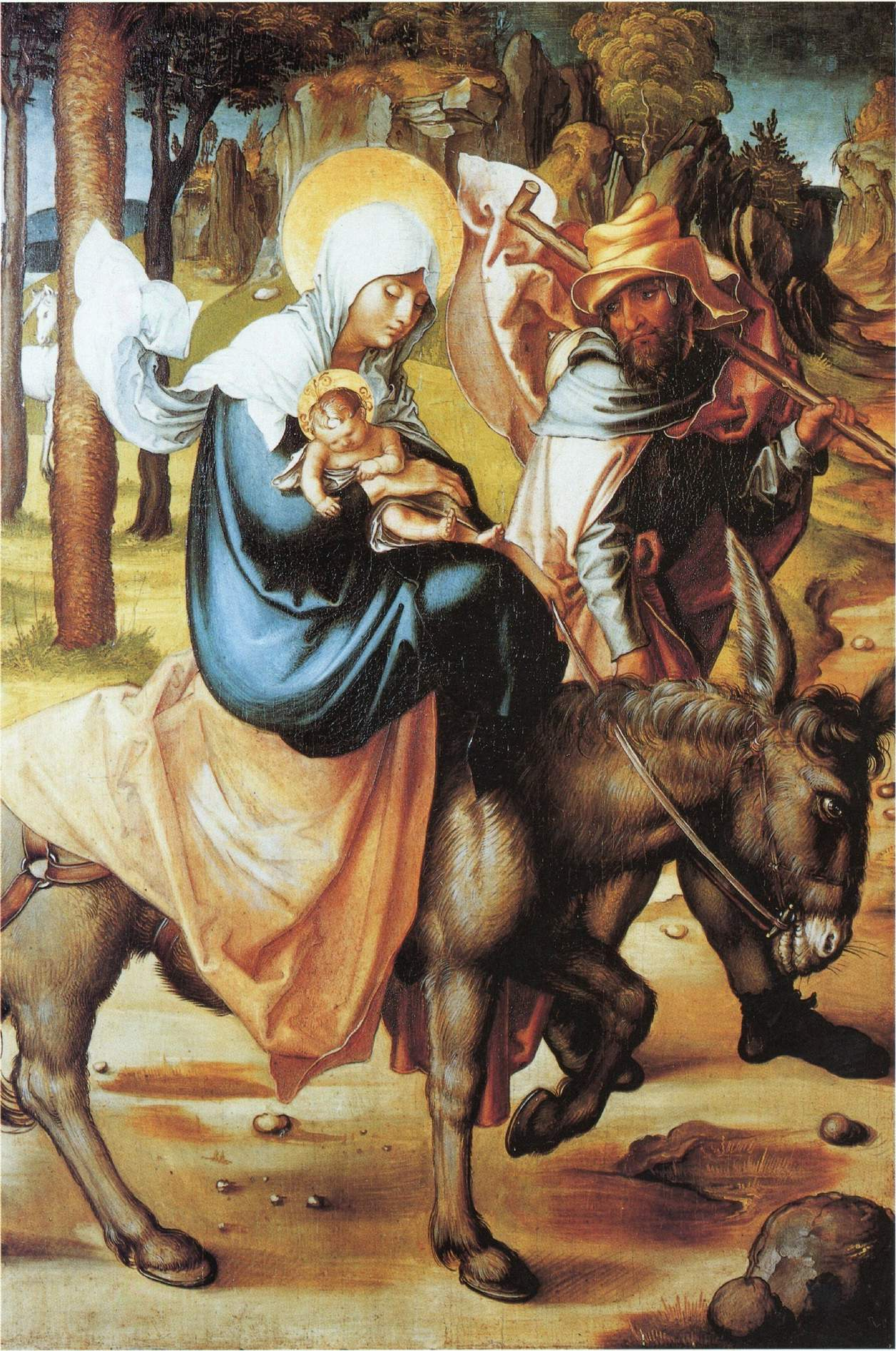
Святе Сімейство

Католики вважають, що Церква (спільнота християн) існує одночасно і на землі, і на небі, і, отже, Діва Марія та Святі живі і є частиною живої Церкви. Молитви та поклоніння Марії та святим є звичайною практикою католицького життя. Ці відданості не є поклонінням, оскільки поклоняються лише Богові. Церква вчить святих "не переставайте заступатися за Отця за нас.... Отже, завдяки їхній братній турботі наша слабкість дуже допомогла "
Католики вшановують Марію багатьма титулами, такими як "Пресвята Богородиця", "Богородиця", "Допомога християн", "Мати вірних". Їй надають особливу шану і відданість понад усіх святих, але ця честь і відданість істотно відрізняється від поклоніння, даного Богові. Католики не поклоняються Марії, але шанують її як Божу матір, матір Церкви і як духовну матір для кожного віруючого в Христа. Її називають найбільшою із святих, першою ученицею та Царицею Неба  (Одкр. 12: 1). Католицька віра заохочує наслідувати її приклад святості. Молитви та молитви з проханням про її заступництво, такі як Вервиця, Привіт Марія та Пам’ятки - це звичайна католицька практика. Церква присвячує Марії кілька літургійних свят, переважно Непорочного Зачаття, Марії, Божої Матері, Відвідин, Успіння, Різдва Пресвятої Богородиці; а в Америці свято Богоматері Гваделупської. Паломництво до марійських святинь, таких як Лурд, Франція та Фатіма, Португалія, також є поширеною формою відданості та молитви.

## Висвячене служіння: Єпископи, священики та диякони

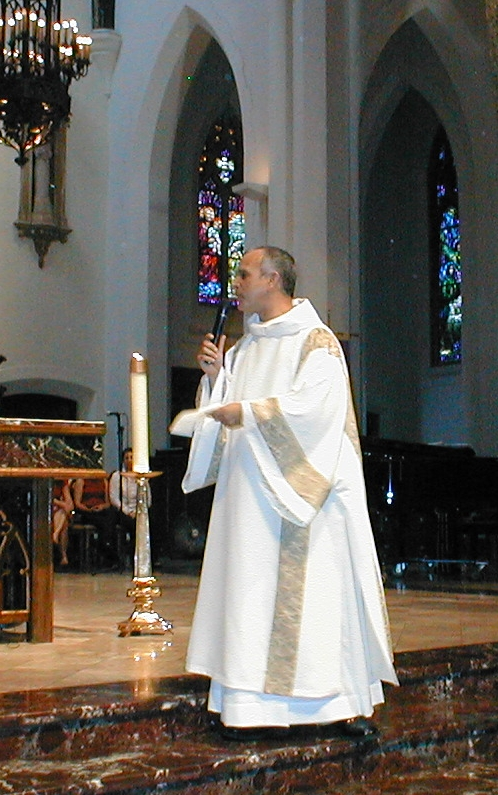
Римсько-католицький диякон у далматиці

Чоловіки стають єпископами, священиками чи дияконами завдяки таїнству Святого Чину. Кандидати у священики повинні мати вищу освіту на додаток до ще чотирьох років богословської підготовки, включаючи пастирську теологію. Католицька церква за прикладом Христа та апостольської традиції висвячує лише чоловіків. Церква вчить, що, крім служіння, призначеного для священиків, жінки повинні брати участь у всіх аспектах життя та керівництва Церкви.
Вважається, що єпископи мають повноту католицького священства; священики та диякони беруть участь у служінні єпископа. Як орган, Єпископська Колегія вважається наступниками Апостолів. Папа, кардинали, патріархи, примати, архієпископи та митрополити - це єпископи та члени єпископату Католицької Церкви або Єпископської колегії. Тільки єпископи можуть здійснювати таїнство священних орденів.
Багато єпископів очолюють єпархію, яка розділена на парафії. У парафії зазвичай працює принаймні один священик. Окрім своєї душпастирської діяльності, священик може виконувати інші функції, включаючи навчання, дослідження, викладання чи діловодство. Вони також можуть бути ректорами або капеланами. Інші титули або функції, які виконують священики, включають архімандрита, канонічного світського або чергового, канцлера, хорбіскопа, сповідника, декана кафедрального собору, ієромонаха, превандара, прецентора тощо.
Постійні диякони, ті, хто не прагне священичого сану, проповідує та навчає. Вони також можуть хрестити, вести вірних у молитві, засвідчувати шлюби та проводити богослужіння та похорони. Після завершення програми формування та прийняття місцевим єпископом кандидати отримують таїнство Священного Чину. У серпні 2016 року Папа Франциск заснував Комісію з вивчення жіночого діаконату, щоб визначити, чи слід відроджувати висвячення жінок у диякони. Сюди входила б роль диякона в проповідуванні під час Євхаристії.
Хоча диякони можуть бути одруженими, лише целібати висвячуються у священики в Латинській Церкві. Протестантське духовенство, яке прийняло католицьку церкву, іноді виключається з цього правила. Східні католицькі церкви висвячують як безшлюбних, так і одружених чоловіків. Усі обряди католицької церкви підтримують давню традицію, згідно з якою після висвячення шлюб не дозволяється. Одружений священик, дружина якого помирає, може не одружитися повторно. Чоловіки з "тимчасовими" гомосексуальними налаштуваннями можуть бути висвячені в сан дияконів після трьох років молитви і цнотливості, але чоловіки з "глибоко вкоріненими гомосексуальними нахилами", які мають сексуальну активність, не можуть бути висвячені.

### Апостольське наступництво
Апостольська спадкоємність - це віра в те, що папа та католицькі єпископи є духовними спадкоємцями первинних дванадцяти апостолів через історично неперервний ланцюг посвячення. Папа є духовним керівником і лідером католицької церкви, який використовує Римську курію, щоб допомогти йому в управлінні. Його обирає Колегія кардиналів, який може обирати будь-якого члена Церкви чоловічої статі, але який повинен бути висвячений на єпископа перед вступом на посаду. Починаючи з XV століття, нинішнього кардинала завжди обирали. Новий Завіт містить застереження проти вчень, які, мабуть, лише маскуються під християнство і показує, як посилалися на керівників Церкви, щоб вони вирішили, що було справжнім вченням. Католицька церква вважає, що це продовження тих, хто залишився вірним апостольському керівництву та відкинув фальшиві вчення.  Католицьке переконання полягає в тому, що Церква ніколи не переступить правду, і базується на тому, що Ісус сказав Петру: "ворота пекла не переможуть" Церкву. В Євангелії від Івана Ісус стверджує: «Я маю набагато більше сказати вам, але ви не можете цього терпіти зараз. Але коли Він прийде, Дух істини, Він проведе вас до всієї істини ".

### Кліричний безшлюбність
Дисципліна Католицької Церкви щодо обов'язкового безшлюбности для священиків у Латинській Церкві (при цьому допускаючи дуже обмежені окремі винятки) зазнала критики за те, що вона не дотримується ні практики протестантської Реформації, яка відкидає обов'язковий безшлюбність, ні Східних Католицьких Церков та Східних Православних Церков практики, яка вимагає безшлюбності для єпископів і монахів і виключає одруження священиків після рукоположення, але дозволяє висвячувати одружених чоловіків у священство.
У липні 2006 року єпископ Еммануель Мілінго створив організацію " Одружені священики зараз!"  Відповідаючи на освячення єпископів Мілінго у листопаді 2006 року, Ватикан заявив, що "значення вибору священичого безшлюбності... було підтверджено".
І навпаки, деякі молоді чоловіки в Сполучених Штатах дедалі частіше вступають до священства через тривале традиційне вчення про целібат священиків.

## Сучасні проблеми

### Католицьке соціальне вчення

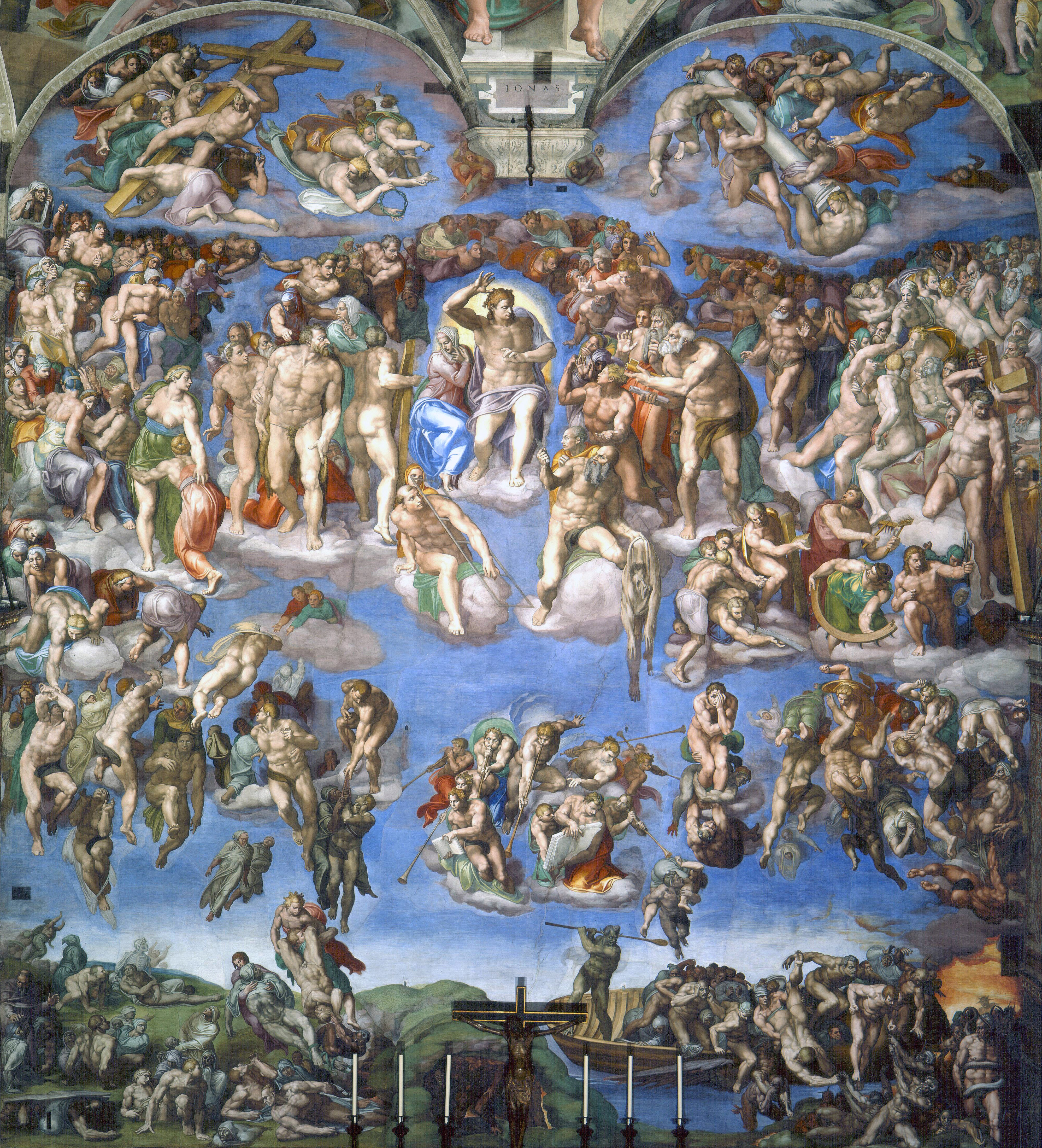
Страшний суд — Фреска в Сікстинській капелі Мікеланджело

Католицьке соціальне вчення базується на вченні Ісуса і зобов'язує католиків на благо всіх інших. Хоча католицька церква здійснює численні соціальні служіння у всьому світі, окремі католики також повинні практикувати духовні та тілесні милосердні справи. Фізичні справи милосердя включають годування голодних, зустрічаючи незнайомців, іммігрантів чи біженців, одягаючи оголених, доглядаючи за хворими та відвідуючи тих, хто перебуває у в’язниці. Духовні праці вимагають від католиків ділитися своїми знаннями з іншими, втішати тих, хто страждає, мати терпіння, прощати тих, хто їх кривдить, давати поради та виправлення тим, хто цього потребує, і молитися за живих і мертвих.

### Створення та еволюція
На сьогодні офіційна позиція Церкви залишається предметом суперечок і є неспецифічною, стверджуючи лише, що віра та наукові знахідки щодо людської еволюції не суперечать, зокрема: Церква допускає можливість того, що людське тіло розвинулось із попередніх біологічні форми, але саме завдяки Божому провидінню безсмертна душа була віддана людству.
Ця точка зору потрапляє в спектр точок зору, які згруповані під концепцією теїстичної еволюції (якій самій протистоїть кілька інших важливих точок зору)

## Порівняння традицій

### Латинський та східний католицизм
Східно-католицькі церкви мають свої богословські, духовні та літургійні традиції східного християнства. Таким чином, існують відмінності в акценті, тоні та артикуляції різних аспектів католицького богослов'я між східними та Латинською церквами, як у маріології. Так само середньовічна західна схоластика, зокрема Фоми Аквінського, мало сприймала Сходу.
Хоча східні католики поважають папську владу і здебільшого дотримуються тих самих богословських вірувань, що і латинські католики, східна теологія відрізняється від конкретних вірувань марійців. Традиційним східним виразом вчення про Успіння Марії, наприклад, є Успіння Пресвятої Богородиці, яке підкреслює її заснування, яке згодом буде прийнято на небо.
Вчення про Непорочне Зачаття є вченням східного походження, але виражається термінологією Західної Церкви. Східні католики, хоча і не дотримуються західного свята Непорочного Зачаття, не мають труднощів підтвердити його або навіть присвятити свої церкви Діві Марії під цим титулом.

### Православний і протестантський
Вірування інших християнських конфесій різним чином відрізняються від вірувань католиків. Східно-православна віра відрізняється головним чином стосовно папської непогрішимости, положення filioque та вчення про Непорочне Зачаття, але в іншому випадку та сама. Протестантські церкви різняться у своїх віруваннях, але, як правило, відрізняються від католицьких авторитетом папи та церковної традиції, а також ролі Марії та святих, ролі священства та питань, що стосуються благодаті, добрих справ та спасіння. П’ять солей були однією спробою висловити ці відмінності.